# Elfridia
Elfridia is een slecht bekend geslacht van uitgestorven Microsauria uit het Carboon binnen de familie Gymnarthridae.

## Onderzoeksgeschiedenis
Elfridia werd in 1985 benoemd door de Amerikaanse paleontoloog David Thayer op basis van materiaal, verzameld uit afzettingen van de Swisshelm Mountains uit het Carboon van Arizona. De geslachtsnaam is afgeleid van de nabijgelegen stad Elfridia en de soortnaam Elfridia bulbidens heeft betrekking op de bolvormige tanden van het dier (bulbus voor 'bolvormig' en dens voor 'tand'). Het is een van de oudst bekende microsauriërs en een van de weinige uit het Amerikaanse zuidwesten.
Elfridia is wel gezien als een jonger synoniem van Trachystegos Carroll, 1966.

## Anatomie
Het holotype van Elfridia, UALP 4970, is een linkeronderkaak. Verschillende andere tanddragende fragmenten en geïsoleerde postcraniale elementen worden aan dit taxon toegewezen. Het wordt gediagnosticeerd door linguaal teruggebogen uiteinden van de tanden die asymmetrisch op het labiale gedeelte zijn geplaatst. Er zijn negen tot tien tanden op de onderkaak met een sterk vergrote tand langs het midden van de tandenrij.

## Verwantschappen
Thayer plaatste Elfridia binnen de Gymnarthridae, maar de fragmentarische aard van het materiaal heeft verhinderd dat het werd opgenomen in een fylogenetische analyse om de verwantschappen met andere microsauriërs grondiger te testen en te evalueren. Hij vergeleek het met zowel Euryodus als Cardiocephalus, waarbij hij een mengsel van kenmerken opmerkte die werden gedeeld tussen de twee gymnarthriden, zoals de vergrote tand (gedeeld met Euryodus primus) en evenwijdige groeven op de tanden (gedeeld met Cardiocephalus).